# Горо Сергій Петрович
Сергі́й Петро́вич Горо (нар. 9 жовтня 1981, с. Кетросу, Аненій-Нойський район, Молдовська РСР — 10 червня 2017, с. Павлопіль, Волноваський район, Донецька область, Україна) — український розвідник і десантник, молодший сержант Збройних сил України, учасник російсько-української війни.

## Біографія
Народився 1981 року в молдовському селі Кетросу. Незабаром родина переїхала на Херсонщину, у село Зелений Под Горностаївського району. 1997 року закінчив загальноосвітню школу сусіднього села Ольгине.
З жовтня 1999 по квітень 2001 року проходив строкову військову службу у 27-ій окремій механізованій бригаді, в/ч А0664, м. Білгород-Дністровський, Одеська область, був командиром відділення.
З квітня 2005 по серпень 2006 року проходив військову службу за контрактом у 79-ій аеромобільній бригаді, в/ч А0224, м. Миколаїв.
Під час російської збройної агресії проти України в липні 2015 року був призваний за частковою мобілізацією, з вересня 2015 по жовтень 2016 року служив у 74-му окремому розвідувальному батальйоні, в/ч А1035, смт Черкаське, Дніпропетровська область. З вересня 2015 по вересень 2016 виконував завдання на території проведення антитерористичній операції. 4 червня 2017 року підписав контракт і повернувся на фронт у свій батальйон.
Молодший сержант, розвідник-кулеметник розвідувальної роти 74 ОРБ.
10 червня 2017 року, успішно відбивши атаку ворога, українські захисники зупинили наступ російсько-терористичних угруповань поблизу с. Павлопіль Волноваського району. Пізно ввечері внаслідок прямого влучення міни у бліндаж на спостережному пункті загинули молодший сержант Сергій Горо та старший сержант Анатолій Довгаль. Тоді ж загинув навідник 10-го мотопіхотного батальйону старший солдат Віталій Звездогляд.
Похований 14 червня на кладовищі села Зелений Под.
Залишились батьки Тетяна Гаврилівна і Петро Костянтинович, дружина Лариса Василівна та дві доньки, Єлизавета 2002 р.н. і Катерина 2007 р.н.

## Нагороди та відзнаки
- Указом Президента України № 12/2018 від 22 січня 2018 року, за особисту мужність і самовіддані дії, виявлені у захисті державного суверенітету та територіальної цілісності України, зразкове виконання військового обов'язку, нагороджений орденом «За мужність» III ступеня (посмертно)[4].
- У серпні 2016 нагороджений відзнакою НГШ нагрудним знаком «За взірцевість у військовій службі» ІІ ступеня[1].

## Вшанування пам'яті
7 вересня 2017 року в селі Ольгине Горностаївського району на будівлі Ольгинської школи відкрили меморіальну дошку на честь полеглого на війні випускника.